# Isaac Alcolumbre
Isaac Menahen Alcolumbre Neto (Macapá, 25 de janeiro de 1968) é um político e empresário brasileiro, formado no Centro de Ensino Superior do Amapá. Foi deputado estadual entre 2007 e 2015. É primo do senador Davi Alcolumbre
Começou sua carreira política em 2004, como candidato a vice-prefeito na chapa de Bala Rocha à prefeitura de Macapá. Ambos foram derrotados. 
Em seguida, Isaac candidatou-se ao cargo de deputado estadual em 2006 pelo PFL, mesmo partido de seu primo Davi. Acabou sendo eleito. É reeleito em 2010.Porém, nas eleições de 2014, não consegue votos suficientes para renovar o mandato, ficando como suplente.

## Controvérsias
Em outubro de 2021, Isaac é preso na Operação Vikare, que investiga esquema de tráfico internacional de drogas com transporte de entorpecentes vindos de países da América do Sul e distribuídos para várias regiões do país. Ele é o proprietário de um aeródromo - um pequeno aeroporto - a 12 quilômetros da área urbana de Macapá onde, segundo a PF, funcionava uma espécie de "base" para abastecimento de combustível e manutenção de pequenas aeronaves vindas da Colômbia e Venezuela que distribuíam drogas para outras regiões do Brasil a partir do Amapá. Em nota à imprensa, o ex-deputado negou as acusações de tráfico de drogas completando que "não está envolvido em nada". Detalhou ainda que comunicou "por vezes" à polícia sobre suspeitas, porém não detalhou os crimes.
Outro fator que chama a atenção na vida política de Alcolumbre foi o crescimento surpreendente de seu patrimônio pessoas, enquanto era deputado. De acordo com as informações fornecidas pelo então candidato à Justiça Eleitoral em 2006, Isaac Alcolumbre tinha bens que somavam R$ 183.416,32, como uma reserva financeira de R$15.200,00 e um apartamento, financiado, de R$85.093,00. Em 2010, o patrimônio cresceu para R$839.355,54 em bens, sem reserva financeira. Depois de duas vitórias eleitorais no cargo de deputado estadual, oito anos depois, em 2014, ele informou ter R$ 2.298.340,25 em bens. Um patrimônio doze vezes maior, sem descontar a inflação do período. Entre os destaques, estão uma reserva financeira de R$ 700 mil e dois apartamentos e uma lancha, que somam R$ 600 mil.